# Polaris Office
Polaris Office  è una suite di produttività personale, proprietaria e multipiattaforma prodotta da Infraware. Nata inizialmente per Android, è stata in seguito rilasciata anche per Microsoft Windows, IOS, Macintosh, ed è anche disponibile una versione cloud accessibile tramite browser. La suite è stata rilasciata in varie lingue, e dispone di programmi per la videoscrittura, fogli di calcolo, presentazioni multimediali, e un editor PDF. La suite dispone di una versione gratuita di base, e di versioni a pagamento con funzioni più avanzate.